# Zvonice (Czernichów)
Dřevěná zvonice stojí v Czernichowě ve gmině Czernichów v okrese Żywiec ve Slezském vojvodství v Polsku. Zvonice je zapsána ve vojvodském seznamu památek pod registračním číslem A-628/89 z 24. srpna 1989 a je součástí Stezky dřevěné architektury ve Slezském vojvodství.

## Historie
Zvonice z 19. století stojí u silnice Żywiec–Porąbka vedle historické kapličky z 18. století.

## Popis
Zvonice na čtvercovém půdorysu má štenýřovou konstrukci s nahoru se zužujícími deštěnými stěnami. Je obvodovou stříškou rozdělena na dvě úrovně a zakončena zvonovým patrem s lucernou. Má jehlanovou střechu krytou šindelem. Zvon z 18. století v roce 1941 zabavili pro vojenské účely. Nový byl pořízen v roce 1948, v roce 1980 přestal zvonit a v roce 1994 ho přenesli do nového kostela. Po opravě zvonice v roce 2014 byl do zvonice vrácen.